# Le Crapouillot
Pour les articles homonymes, voir Crapouillot.
Le Crapouillot est un périodique satirique français fondé en août 1915 et disparu en 2017.
Il s'agit au départ d'un journal de tranchées lancé par Jean Galtier-Boissière qui en assure la direction jusqu'en 1965, devenant tour à tour un mensuel artistique et littéraire, puis un bimestriel politique et satirique, à prétention scandaleuse et polémiste.
Après une interruption en octobre 1996, une nouvelle série voit le jour en mai 2016 pour s'interrompre en février 2017.

## Origine du titre
Le mot « crapouillot », qui signifie littéralement « petit crapaud », désigne, dans le vocabulaire des poilus, un mortier de tranchée français et par extension ses munitions, les torpilles d'artillerie.

## Historique du support

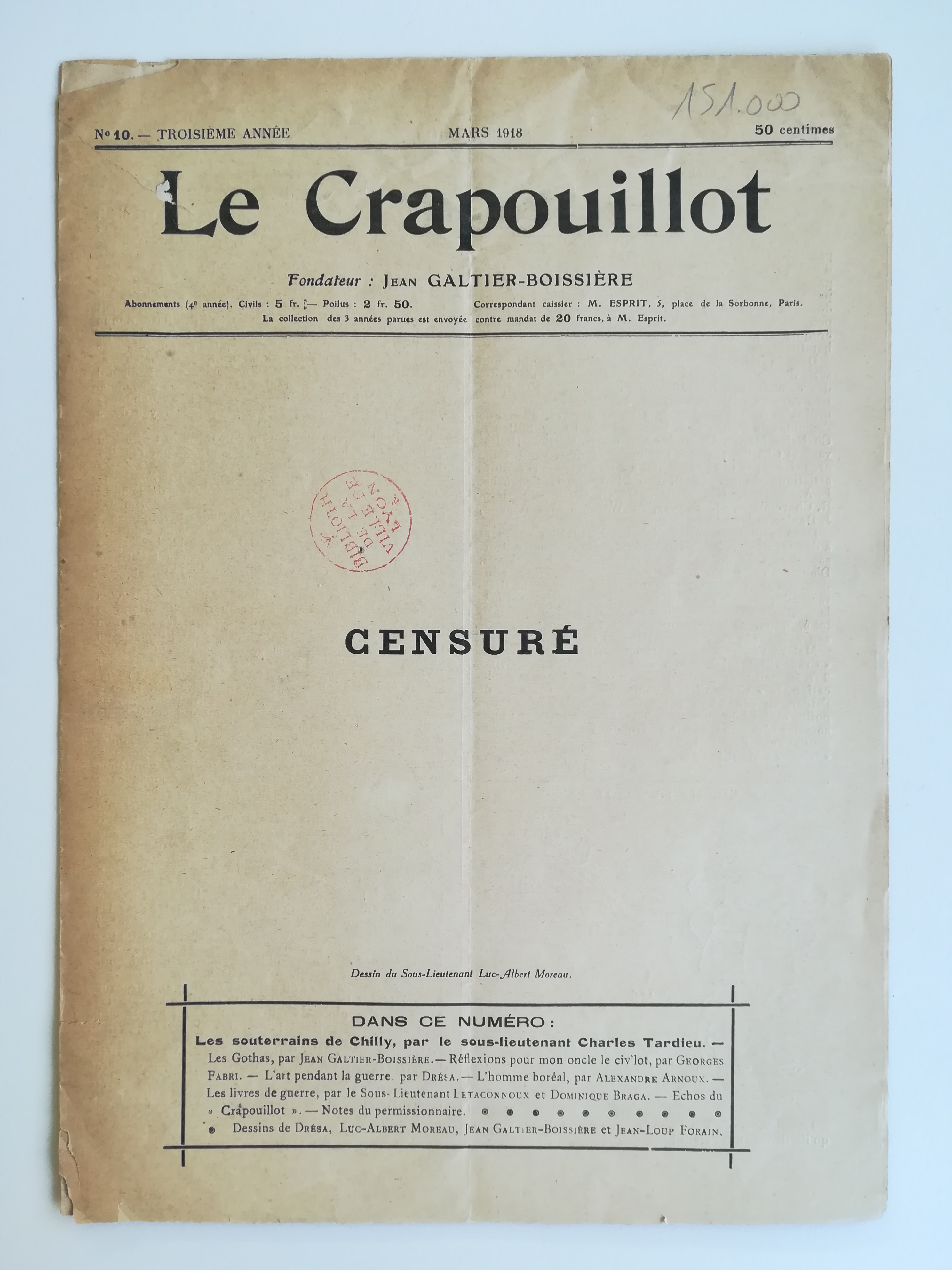
Couverture censurée de mars 1918.

### De 1915 à 1939
L'histoire de la revue, née dans les tranchées en 1915 et nommée Le Crapouillot, ne peut pas être dissociée du nom de son fondateur Jean Galtier-Boissière.
Le premier numéro, sorti en août 1915 avec comme sous-titre « gazette poilue — feuille de guerre », donne le ton avec comme manchette : « courage les civils ! ».
Le caporal Jean Galtier-Boissière a pour relais son père, médecin resté à l'arrière du front, pour tout ce qui concerne l'édition. Le ton du Crapouillot tranche avec la plupart des autres journaux de tranchées qui sont plus destinés à distraire les soldats qu'à dépeindre la réalité de la guerre. L'un des premiers illustrateurs, outre Galtier-Boissière lui-même, est Guy Arnoux.
L'humour n'est pas négligé, l'ironie pointe à chaque page. Certains numéros sont caviardés par la censure. La paix revenue, le numéro de janvier 1919 annonce, sous le dessin d'un buste de poilu : « Et maintenant au travail ».
En avril 1919, Le Crapouillot devient une revue mensuelle littéraire et artistique sous-titrée « arts, lettres, spectacles », et regroupant des écrivains non conformistes comme Francis Carco, Pierre Mac Orlan, Francis Delaisi, Henri Béraud, Claude Blanchard, Gus Bofa et des dessinateurs comme Dunoyer de Segonzac, Hermine David, André Dignimont, Jean-Louis Forain, André Foy, Jean Oberlé, Jeanne Rosoy, André Rouveyre, Louis Touchagues, André Villeboeuf… L'adresse parisienne de la rédaction indiquée sur les couvertures non-numérotées est le 3 de la place de la Sorbonne.
Les collaborateurs de la revue couvrent les événements des arts, lettres, spectacles (dont le cirque, le cinéma). Les engagements politiques des amis de Jean Galtier-Boissière vont du communiste engagé Jean Bernier, au maurrassien Lucien Farnoux-Reynaud, en passant par l'inclassable Lucien Mainssieux[réf. nécessaire].
Certains collaborateurs et Galtier-Boissière lui-même, sont souvent très féroces dans leurs comptes rendus, leurs critiques et leurs articles. La revue est résolument un reflet de l'opinion des auteurs. Cela valut un peu plus d'une quarantaine de procès intentés au Crapouillot, en un peu plus de quarante ans de diffusion, sous la direction de Galtier-Boissière.
À partir de 1930, Le Crapouillot cesse d'être une revue artistique et littéraire, et ne fait plus paraître que des numéros spéciaux bimestriels à caractère politico-satirique ayant par exemple pour thème : « La guerre inconnue », « Histoire de la IIIe République », « Les deux cents familles », « Vraie et fausse noblesse », « Les fusillés pour l'exemple » (août 1934), « Hitler, est-ce la Guerre ? », « Expéditions coloniales : leurs dessous, leurs atrocités » (janvier 1936). Le ton est résolument ancré plus à droite, et beaucoup moins neutre que dans les années 1920.
Le titre s'arrête en septembre 1939. Durant la Seconde Guerre mondiale, Jean Galtier-Boissière cesse toute publication malgré quelques sollicitations pendant l'occupation allemande. Il séjourne longuement à Barbizon.

### De 1948 à 1996
Après guerre, Jean Galtier-Boissière décide de relancer le titre en 1948 et de redémarrer la numérotation.
Le Crapouillot ne revient pas directement à sa vocation première, les arts et lettres, mais les édite dans un supplément, Le Petit Crapouillot (206 numéros). La revue principale, elle, prend la forme de dossiers à prétention sérieuse comme l'histoire de la Seconde Guerre mondiale, de sujets plus légers comme la sexualité mais aussi de ses contemporains et leurs travers. Le ton est féroce contre les élites de la IVe puis de la Ve République. Parmi les signataires, on trouve d'anciennes personnalités condamnées au moment de l'épuration (1945-1947).
Juste avant la mort de Galtier-Boissière, la revue est reprise par Jean-Jacques Pauvert en 1965, et ce, jusqu'en 1966[réf. nécessaire].
Ce ton n'est pas abandonné après 1967 et les sujets traités sont de plus en plus orientés politiquement très à droite. Beaucoup d'articles prennent la forme de « scandales dénoncés ». Le monde politique est attaqué, les accusations sont nombreuses. Les équipes dirigeantes de droite, et même désormais d'extrême droite (le journal est vendu au cofondateur du FN Roland Gaucher- en 1991, puis à Minute), se succèdent à la tête de la revue. Les dossiers du Crapouillot dérivent vers le « tous pourris ! » et l'anti-système, et le journal réalise de nombreux dossiers sur des sujets tels que la franc-maçonnerie, les sectes ou encore l'homosexualité.
La situation financière du journal a souvent approché la faillite jusqu'à la liquidation du titre en 1996[réf. nécessaire].
Le dernier numéro est le no 126, qui porte sur Les profanateurs et montre en couverture une cérémonie sataniste sur une tombe, réalisée par un homme au visage partiellement caché, identifié comme le journaliste proche de l'extrême droite et spécialiste du satanisme Jean-Paul Bourre.

## Direction

### Avant-guerre (1915-1939)
- Jean Galtier-Boissière : la plupart des livraisons ne sont pas numérotées.

### Première série de l'après-guerre (1948-1967)
- Jean Galtier-Boissière, 1948 à 1965 (no 1 à 65)
- Jean-Jacques Pauvert, du numéro 66 (mai 1965) à 70 (1966)
- Philippe Grumbach, numéros 71 (1966) et 72 (1967)

### Seconde série de l'après-guerre (1967-1996)
- Jean Boizeau, Jean-François Devay, Roland Laudenbach, hiver 1967 - juillet 1971 (no 1 à 16) ;
- Jean Boizeau, Jean Bourdier, Roland Laudenbach, novembre 1971 - hiver 1973 (no 17 à 28) ;
- rédacteur en chef : Michel Eberhart, mars-avril 1974 (no 29) ;
- Jean Boizeau, rédacteur en chef : Michel Eberhart, juin 1974 - printemps 1979 (no 30 à 50) ;
- Geneviève Dormann (no 80) ;
- Gilbert Guilleminault, été 1979 - automne 1981 (no 51 à 60) ;
- Gilbert Guilleminault, rédacteur en chef : Yannick Bourdoiseau, hiver 1981/82 - septembre-octobre 1982 (no 61 à 65) ;
- Jean-Claude Valla, octobre-novembre 1982 (no 66) ;
- Jean-Claude Goudeau, décembre 1982 (no 67) ;
- Serge de Beketch, février-mars 1983 (no 68)	;
- Yannick Bourdoiseau, avril-mai 1983 (no 69) ;
- Jean-Michel Royer, juin-juillet 1983 (no 70) ;
- Jean-Claude Simoën et Martin Monestier, septembre-octobre 1983 (no 71) ;
- Yannick Bourdoiseau, novembre-décembre 1983 - avril 1988 (no 72 à 98) ;
- Jean-Claude Goudeau, janvier-février 1989 - novembre 1989 (no 99 à 102) ;
- Frédéric Vareuil, 2e trimestre 1990 - 2e trimestre 1991 (no 103 à 106) ;
- Roland Gaucher, janvier-février 1992 - novembre 1994 (no 107 à 121) ;
- Claire Rondeau, janvier-février 1996 - octobre 1996 (no 122 à 126).